# Шпичковина
46°01′ пн. ш. 15°57′ сх. д. / 46.02° пн. ш. 15.95° сх. д.
Шпичковина (хорв. Špičkovina) — населений пункт у Хорватії, в Крапинсько-Загорській жупанії у складі міста Забок.

## Населення
Населення за даними перепису 2011 року становило 764 осіб.
Динаміка чисельності населення поселення:

## Клімат
Середня річна температура становить 10,18 °C, середня максимальна – 24,45 °C, а середня мінімальна – -6,52 °C. Середня річна кількість опадів – 940 мм.
| Клімат поселення                              | Клімат поселення | Клімат поселення | Клімат поселення | Клімат поселення | Клімат поселення | Клімат поселення | Клімат поселення | Клімат поселення | Клімат поселення | Клімат поселення | Клімат поселення | Клімат поселення | Клімат поселення |
| Показник                                      | Січ.             | Лют.             | Бер.             | Квіт.            | Трав.            | Черв.            | Лип.             | Серп.            | Вер.             | Жовт.            | Лист.            | Груд.            |                  |
| Середній максимум, °C                         | 5,76             | 7,88             | 12,22            | 16,59            | 21,40            | 24,45            | 23,56            | 22,98            | 19,02            | 13,96            | 8,36             | 4,40             |                  |
| Середня температура, °C                       | −0,4             | 1,75             | 6,08             | 10,46            | 15,26            | 18,32            | 19,95            | 19,34            | 15,43            | 10,35            | 4,76             | 0,78             |                  |
| Середній мінімум, °C                          | −6,52            | −4,39            | −0,06            | 4,32             | 9,12             | 12,18            | 16,34            | 15,75            | 11,83            | 6,74             | 1,15             | −2,82            |                  |
| Норма опадів, мм                              | 49               | 49               | 63               | 70               | 80               | 107              | 89               | 94               | 91               | 91               | 91               | 66               |                  |
| Середньомісячна швидкість вітру, м/с          | 1.73             | 1.92             | 2.31             | 2.27             | 2.10             | 1.90             | 1.87             | 1.70             | 1.68             | 1.71             | 1.80             | 1.80             |                  |
| Середньомісячна сонячна радіація, кДж/м²·день | 4074             | 6830             | 10475            | 14822            | 18972            | 20757            | 21594            | 18725            | 13888            | 8658             | 4519             | 3250             |                  |
| --------------------------------------------- | ---------------- | ---------------- | ---------------- | ---------------- | ---------------- | ---------------- | ---------------- | ---------------- | ---------------- | ---------------- | ---------------- | ---------------- | ---------------- |
| Джерело:                                      |                  |                  |                  |                  |                  |                  |                  |                  |                  |                  |                  |                  |                  |